# سیارک ۲۷۷۱۰
سیارک ۲۷۷۱۰ (به انگلیسی: 27710 Henseling، نامگذاری:1988RY1) بیست و هفت هزار و هفتصد و دهمین سیارک کشف شده‌است که در ۷ سپتامبر ۱۹۸۸ کشف شد.